# Асоціація саботажників полювання
Асоціація саботажників полювання (англ. Hunt Saboteurs Association, HSA) — міжнародний рух безлідерного опору, що домагається за допомогою ненасильницьких акцій прямої дії припинення і заборони полювання. З моменту створення в 1963 році як основну тактику HSA використовує безпосереднє втручання у процес полювання, що перешкоджає його здійсненню.

## Історія виникнення
Асоціація саботажників полювання сформувалася наприкінці грудня 1963 року, відколовшись від Ліги проти жорстокого спорту (League Against Cruel Sports, LACS), заснованої у Великій Британії в 1924 році з метою досягнення законодавчої заборони традиційного полювання на лисиць. Тактика LACS, що полягала в лобіюванні законодавчих ініціатив не приносила бажаного результату, і HSA, що складається з декількох екс-активістів Ліги, зосередилася на практиці рятування життя переслідуваних тварин за допомогою того, що не суперечить закону активної ненасильницької прямої дії та привертанні уваги суспільства і влади до жорстокості полювання. Нову тактику запропонував 21-річний журналіст з Девону (Англія) Джон Престиж.
Під час роботи над репортажем про мисливських собак, Престиж став свідком того, як мисливці пригнали в село вагітну оленицю та убили її. Тоді він присягнувся собі почати діяти. Першим полюванням, що піддалося саботажу HSA, стало традиційне полювання на лисиць в день після Різдва 1963 року. Саботажники годували собак, що беруть участь в полюванні, м'ясом (сьогодні HSA діє у рамках вегетаріанства), відволікаючи їх і задовольняючи необхідний їм для полювання голод.
60-і роки ознаменувалися новим витком в розвитку захисту прав тварин. Створена у 1963 р. HSA символізувала собою цей новий, радикальніший підхід до боротьби з жорстоким поводженням з тваринами за допомогою скоординованих акцій прямої дії. Спочатку такий підхід стосувався лише перешкоджання полюванню з собаками, але вже в 1964 році вийшла праця Рут Гаррисон «Живі машини», що стала етапною у реформуванні законодавства про тварин, і британське товариство дізналося про практику інтенсивного тваринництва.
Престиж використав свій досвід і контакти у ЗМІ, завдяки чому акції саботажників отримали схвалення і широке висвітлення у британській пресі. Нова тактика швидко набирала популярність. Незабаром HSA з одного осередку перетворилася на національну мережу активістів, що використовують законні методи протидії полюванню(англ. hunt sabs), чиї дії продовжували широко висвітлюватися у ЗМІ та підтримувалися LACS.
Престиж покинув HSA у 1967 р., що привело до деякого спаду до моменту приходу в групу нового лідера — Девіда Уеттона в 1969 р.
На початку 70-х частина активістів HSA дійшла висновку, що їх акції недостатньо ефективні. У 1972 p. ними був створений більш войовничий у своїх діях і філософії Загін милосердя(англ. Band of Mercy), на згадку про Загін милосердя, що існував в 70-х роках XIX століття — дитячих клубах, що займалися вихованням доброго ставлення до тварин. Із Загону милосердя, що відколовся від HSA, пізніше був сформований ФОЖ (англ. Animal Liberation Front).
У кінці 60-х саботаж полювання ненасильницькими методами став популярний і у Сполучених штатах.

## Основні дані
HSA використовує будь-яку можливість, щоб запобігти спричиненню болю і страждань переслідуваним під час полювання тваринам. Проте дотримується при цьому певних принципів: вважаючи неприпустимим спричинення шкоди тваринам, вони також вважають таким же неприпустимим і спричинення шкоди людині. Саботажники офіційно засуджують дії, які можуть завдати шкоди людині, навіть якщо це зроблено з метою відвертання вбивства тварини. Ненасильницький підхід закріплений у Правилах Асоціації. Під час своїх акцій саботажники відволікають і відлякують мисливських собак і переслідуваних тварин за допомогою запахів і звуків (включаючи використання Прянощів і приманок, шуму, фейєрверків), «засліплюють» мисливців за допомогою сітловідбивальних предметів, встановлюють дротяні перешкоди, уповільнюючи просування мисливців. Деякі саботажники опанували майстерність мисливського сигнального ріжка, їм вдається перехопити контроль над процесом полювання. HSA, як правило, працює у форматі невеликих, мобільних підрозділів, підтримуючи зв'язок за допомогою стільникових телефонів.
До 1985 року асоціація налічувала близько 5000 членів. У 1996 р. у Великій Британії було створено і активно працювало понад 140 місцевих осередків HSA.
Зусилля HSA виявилися досить успішними. Попри потужну опозицію, в період з 2002 по 2005 рік, спочатку в Шотландії, а потім і в Англії та Уельсі було заборонено полювання з собаками на лисиць, оленів, норку і зайця.
Проте, за свідченням Саботажників, ця заборона регулярно і масово порушується, але ці порушення переважно ігноруються поліцією, що змушує HSA діяти активніше. У 2009 році посилення активності Саботажників підтримала косметична компанія Lush, випустивши у рамках кампанії проти незаконного полювання тверду піну для ванн Fabulous Mrs Fox, £50000 від продажу якої були перераховані HSA для фінансування транспортних засобів і відеоустаткування. При проведенні цієї кампанії Lush піддалася хвилі насильства з боку прибічників полювання — магазини Lush стали об'єктами шкідництва і вандалізму, співробітники отримували загрози.
Fox Cubs (Лисенята) — дитяча гілка HSA, що випускає власний бюлетень про полювання і вегетаріанство.

## Факти
Група саботажників полювання є важливим складником сюжету фільму 1963 року Список Едріана Мессенджера.
За період з 1995 до 2000 року Асоціація саботажників полювання у Великій Британії відсудила близько £500000 у поліції як компенсацію за неправомірні арешти й затримання, значною мірою завдяки переконливим відеосвідченням.
У сороковий день народження Асоціації Дейв Уеттон отримав підписану фотографію від Брижит Бардо з поздоровленням саботажників від імені лисиць (оленів і норок).

## Ресурси Інтернету
- HSA Великої Британії
- HAS США і Канади
- блог HSA Північної Ірландії [Архівовано 30 березня 2016 у Wayback Machine.] на MySpace
- HSA Ірландії